# بيل فليك
بيل فليك هو لاعب هوكي الجليد كندي، ولد في 18 فبراير 1925 في جيلف في كندا، وتوفي في 20 مارس 2018.